# Classificazione del turismo
Nell'ambito della tecnica turistica, il turismo è catalogato secondo varie modalità (PPS).
Chi è classificato turista
I turisti che vengono inclusi nelle statistiche sono i viaggiatori che si riferiscono al trasferimento temporaneo di persone dalla località di abituale residenza ad altra località per fini di svago, riposo, cultura, curiosità, cura, sport ecc. in una località diversa da quella della loro residenza abituale  trascorrendo almeno una notte ma meno di 1 anno o 6 mesi nel Paese di destinazione. 

I viaggiatori che esauriscono il loro viaggio nell'ambito della giornata, senza pernottamento, sono detti invece escursionisti, e non si ritrovano quindi nelle statistiche.
Classificazione in base alla provenienza/destinazione
Riferendo per chiarezza l'esempio all'Italia, viene chiamato:
- turismo domestico quello dei turisti italiani che rimangono in Italia
- turismo nazionale quello dei turisti italiani che rimangono in Italia più quello dei turisti  italiani che si recano all'estero (cioè tutti i turisti italiani)
- turismo interno quello dei turisti italiani che rimangono in Italia (turismo domestico)
- turismo internazionale quello dei turisti italiani che si recano all'estero più quello dei turisti stranieri che vengono in Italia (cioè tutti i turisti che varcano le frontiere italiane)

Classificazione in base ai servizi offerti
Vengono detti:
- incoming i servizi forniti ai turisti in arrivo
- outgoing i servizi forniti ai turisti in partenza

Classificazione in base al ruolo svolto
Viene definito:
- turismo attivo - quello svolto dai turisti
- turismo produttivo – quello degli operatori che forniscono i servizi turistici
- turismo passivo – quello subito dai residenti e dall'ambiente delle destinazioni turistiche